# Berenice Gregoire
Berenice Gregoire (ur. 9 marca 1980) – francuska narciarka, specjalistka narciarstwa dowolnego. Najlepszy wynik na mistrzostwach świata osiągnęła podczas mistrzostw w Whistler oraz mistrzostw w Deer Valley, gdzie zajmowała 17. miejsce w jeździe po muldach podwójnych. Nigdy nie startowała na igrzyskach olimpijskich. Najlepsze wyniki w Pucharze Świata osiągnęła w sezonie 2002/2003, kiedy to zajęła 11. miejsce w klasyfikacji jazdy po muldach podwójnych, a w klasyfikacji jazdy po muldach była trzynasta.

## Sukcesy

### Mistrzostwa Świata
| Miejsce | Dzień       | Rok  | Miejscowość | Konkurencja      | Zwycięzca |
| ------- | ----------- | ---- | ----------- | ---------------- | --------- |
| 35.     | 19 stycznia | 2001 | Whistler    | Jazda po muldach | Kari Traa |
| 17.     | 21 stycznia | 2001 | Whistler    | Muldy podwójne   | Kari Traa |
| 29.     | 31 stycznia | 2003 | Deer Valley | Jazda po muldach | Kari Traa |
| 17.     | 1 lutego    | 2003 | Deer Valley | Muldy podwójne   | Kari Traa |

### Puchar Świata

#### Miejsca w klasyfikacji generalnej
- 2000/2001 – 47.
- 2001/2002 – –
- 2002/2003 – –
- 2003/2004 – 63.

#### Miejsca na podium
1. Tignes – 14 grudnia 2000 (Jazda po muldach) – 3. miejsce
2. Madarao – 22 lutego 2003 (Muldy podwójne) – 1. miejsce

- W sumie 1 zwycięstwo i 1 trzecie miejsce.